# Bagewitz (Adelsgeschlecht)

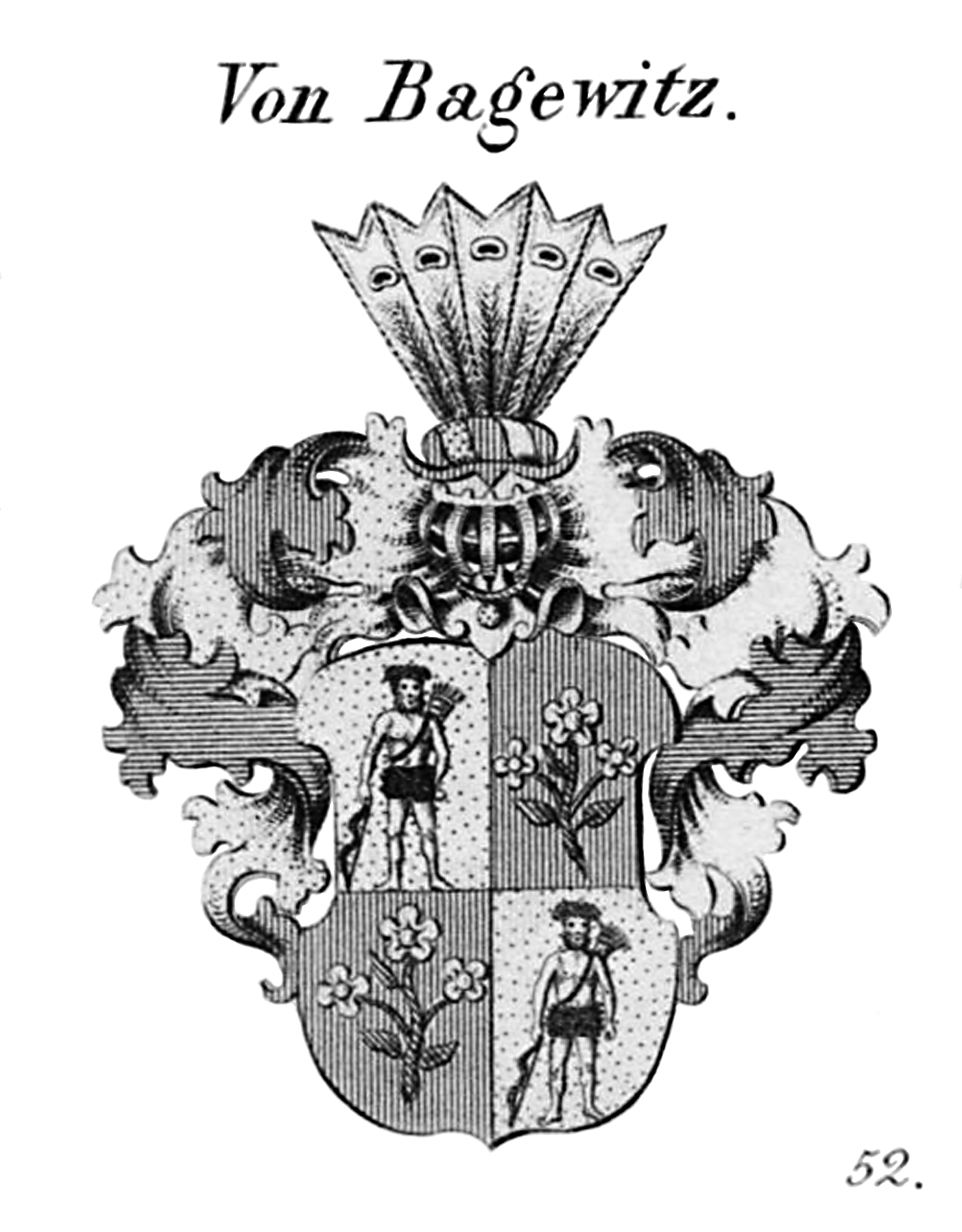
Wappen derer von Bagewitz

Bagewitz, auch Bagevitz und mitunter Bagritz ist der Name eines heute ausgestorbenen pommerschen Adelsgeschlechts, das bereits als Stralsunder Patriziergeschlecht vor allem auf der Insel Rügen begütert war und im 18. Jahrhundert in den Adelsstand erhoben wurde.

## Geschichte
Das Geschlecht ist slawischen Ursprungs. Es soll aus Polen-Litauen stammen. Anfang des 15. Jahrhunderts sollen Zweige nach Brandenburg und Pommern gekommen sein. Tatsächlich aber beginnt die Stammreihe mit dem Stralsunder Bürger und Ältermann der Brauer Paul Bagewitz († 1628). In drei Generationen stieg die Familie erst in den Stralsunder Rat und dann durch Grunderwerb auf Rügen in den Landadel und die Rügensche Ritterschaft auf. 1628 erwarb die Familie die ehemalige Domäne Güttin, zusammen mit den Gütern Dreschwitz, Burckwitz und Möllen (alle heute Ortsteile von Dreschvitz). 1714 kaufte Johann Jacob Bagewitz das Gut Neuendorf. Gustav Friedrich Bagewitz kaufte um 1737 das Gut Ralow. Sein Sohn Gustav Gottfried von Bagewitz erweiterte den Besitz um Salkow und Unrow (heute Gemeinde Ummanz). In der folgenden Generation erwarb Wilhelm Friedrich Ludwig von  Bagewitz Bergelasen und Tolkmitz (beides heute Ortsteile von Samtens) sowie 1800 die Insel Hiddensee, und Gustav Friedrich von Bagewitz das Gut Drigge (Gemeinde Gustow). Die Brüder Bagewitz gehörten zu einer Gruppe von adligen Gutsherren auf Rügen, die Ernst Moritz Arndt wegen seiner kritischen Schrift Versuch einer Geschichte der Leibeigenschaft in Pommern und Rügen 1803 beim damaligen Landesherrn, dem schwedischen König Gustav IV. Adolf, denunzierten: „Die Herren hätten mir gar gern einen Majestätsprozeß auf den Hals gehetzt.“
Am 12. Oktober 1741 wurde Carl Christian von Bagewitz und am 6. November 1742 sein Bruder Gustav Gottfried in den erblichen rittermäßigen Reichsadelsstand erhoben.
Da Adolph Friedrich von Bagewitz (* 19. Juli 1813 in Drigge; † 27. Dezember 1893 ebenda) ohne männliche Nachkommen starb, ist das Geschlecht mit ihm Mannesstamm erloschen.

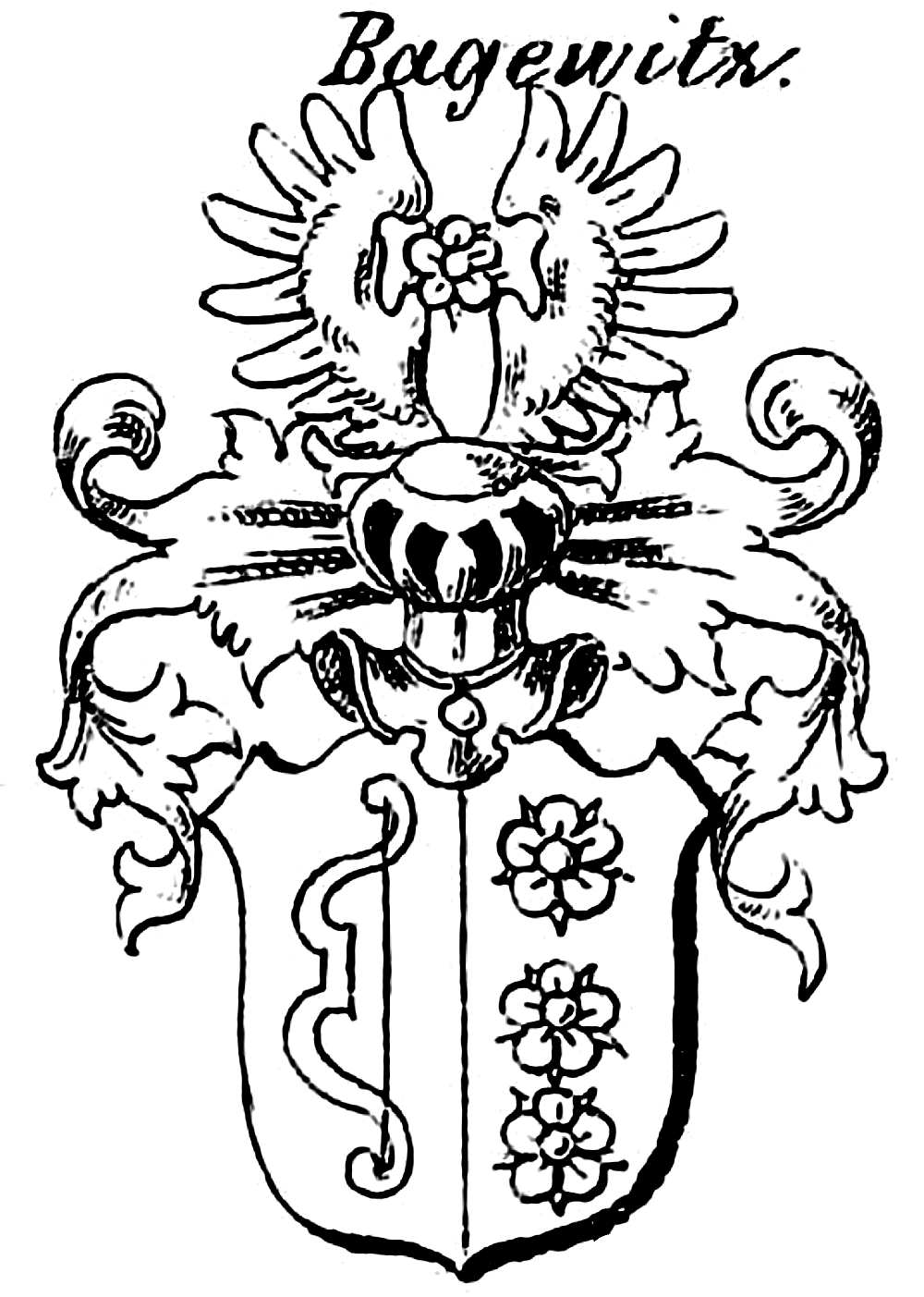
Stammwappen der Stralsunder Bagewitz

## Wappen
Das geteilte Stammwappen zeigte im goldenen Feld einen Bogen und im roten Feld 3 weiße Rosen. Bei der Erhebung in den Reichsadelsstand 1742 wurde das Wappen vermehrt; seither ist der Schild quadriert. Im ersten und vierten Viertel steht in goldenen Feldern ein wilder Mann mit Köcher und Bogen, im zweiten und dritten Viertel sind in roten Feldern die weißen Rosen, eigentlich ein Rosenzweig mit einer Rose, drei grünen Blättern und zwei Knospen, dargestellt. Auf dem Helm liegt ein mit fünf in rot und weiß wechselnden Straußenfedern geschmückter Bund. Die Helmdecken sind gold, rot und blau.

## Namensträger

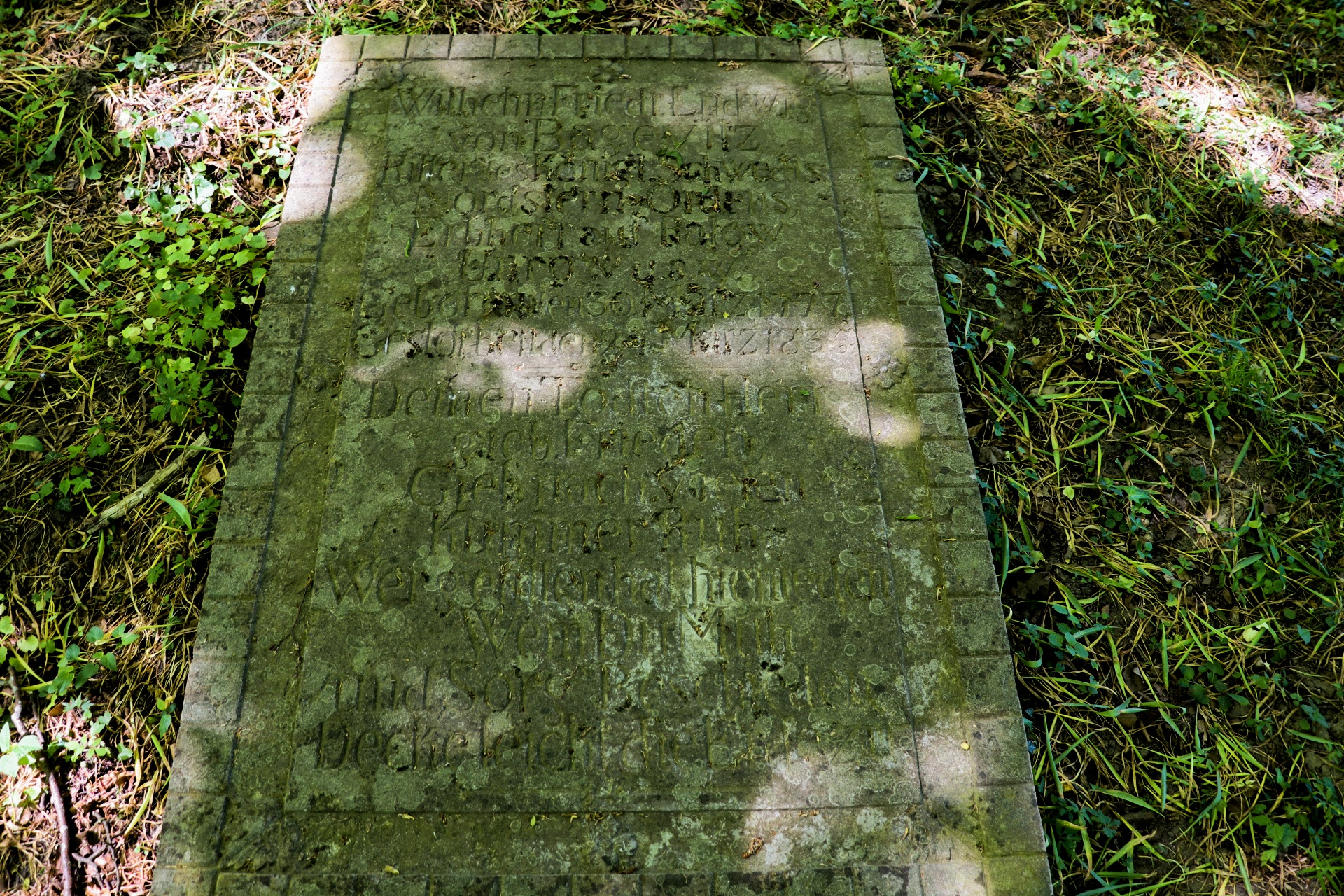
Grabstein des Wilhelm Friedrich Ludwig von Bagewitz im Park von Gut Ralow

- Michael Jacob Bagewitz (1699–1763), „Kenner und Beförderer der Wissenschaften und vertrauter Freund des berühmten General-Feldmarschalls von Schwerin“[5], lebte zeitweilig in Herrnhut
- Gustav Adolph von Bagewitz († in Amsterdam), holländischer Offizier in Ostindien
- Gustav Gottfried von Bagewitz (der Ältere), auf Ralow und Güttin, Hofrat ⚭ Eva Dorothea von Kamptz(1715–1790)[6]
  - Anna Charlotta von Bagewitz ⚭ Carl Gustav von Wolffradt
  - Gustav Gottfried von Bagewitz (der Jüngere, 1738–1797), Landrat auf Rügen ⚭ Christine Margarete Friederike von Usedom († 1781)
    - Wilhelm Friedrich Ludwig von Bagewitz (1777–1835), Herr der Burg Ralow, Direktor des Ritterhauses, Ritter des Nordsternordens[7]
    - Gustav Friedrich von Bagewitz (1778; † 7. April 1838 in Drigge), Rittmeister, Deputierter der Rügenschen Ritterschaft, Direktor der Feuer-Societät zu Bergen, Curator des adeligen Fräuleinstiftes Bergen, Ritter des preußischen Johanniterordens und des schwedischen Schwertordens
    - Karl Emil von Bagewitz (1779–1806), Erbherr auf Unrow

  - Christoph Friedrich (Christoffer Fredrik) von Bagewitz (1744-), Offizier in schwedischen Diensten, langjähriger Eskadronchef der Husaren in Ängelholm, 1808 Generalmajor